# Frequenzumtastung

Bildung eines binären FSK-Signals.
Oben: Quelldaten als eine Folge von logisch-1 und logisch-0.
Mitte: Unmodulierte Trägerfrequenz
Unten: Moduliertes FSK-Signal.

Die Frequenzumtastung (englisch Frequency Shift Keying, FSK) ist eine Modulationstechnik und dient der Übertragung von Digitalsignalen beispielsweise über einen Funkkanal. Sie ist mit der analogen Frequenzmodulation verwandt und ist wie diese unempfindlich gegen Störungen.
Bei der Frequenzumtastung wird die Trägerfrequenz einer periodischen sinusförmigen Schwingung zwischen einem Satz unterschiedlicher Frequenzen verändert, welche die einzelnen Sendesymbole darstellen.

## Eigenschaften
Ein Sendesymbol wird bei der Modulation einer bestimmten Sendefrequenz zugewiesen, bei der Demodulation erfolgt die Erkennung einer bestimmten Frequenz und die Ausgabe des entsprechenden Symbols zur weiteren Datenverarbeitung. Ein wesentlicher Parameter der Frequenzumtastung ist die ganzzahlige Anzahl der zur Verfügung stehenden Sendefrequenzen.
Im einfachsten Fall liegen nur zwei verschiedene Symbole vor, dies wird auch als binäre FSK bezeichnet, und es werden nur zwei unterschiedliche Symbolfrequenzen f1 und f2 benötigt. Nur in diesem Fall ist die Bitrate gleich der Symbolrate. Werden mehrere Frequenzen verwendet, wird dies als M-FSK bezeichnet, wobei M für die Anzahl der Symbole bzw. der unterschiedlichen Frequenzen steht. Beispielsweise verwendet 4-FSK vier unterschiedliche Sendefrequenzen und kann aufgrund von vier Sendesymbolen zwei Bits pro Symbol übertragen.
Weitere Parameter der FSK sind der Frequenzhub, welcher angibt, wie viel Abstand zwischen den am weitest entfernten Frequenzwerten besteht:
{\displaystyle \Delta f=|f_{\mathrm {max} }-f_{\mathrm {min} }|\,}.
Alternativ finden sich in der Literatur auch davon abweichende Definitionen, welche den Frequenzhub als Abstand von der Trägerfrequenz fc mit folgender Beziehung definieren:
{\displaystyle f_{c}={\frac {f_{\mathrm {min} }+f_{\mathrm {max} }}{2}},\qquad \Delta f'=f_{\mathrm {max} }-f_{c}=f_{c}-f_{\mathrm {min} }={\frac {\Delta f}{2}}}
Der Modulationsindex η ist das Produkt aus Hub und der zeitlichen Dauer T eines Symbols:
{\displaystyle \eta =2\cdot \Delta f'\cdot T\,}
Der Modulationsindex sollte so gewählt sein, dass sich die beiden Frequenzen gut unterscheiden lassen. Dies ist bei kleinst möglicher negativer Korrelation der Fall, welche bei einem Entscheidungsintervall von einem Symbol, kontinuierlicher Phase und binärer FSK bei ηopt ≈ 0,715 liegt. Nicht korreliert sind die einzelnen FSK-Frequenzen, wenn sie orthogonal zueinander stehen. Dies ist bei n ganzzahlig und positiv bei der kohärenten Demodulation, bei der die Phasenlage der Trägerfrequenz im Empfänger rekonstruiert wird, bei
{\displaystyle \eta ={\frac {n}{2}},\qquad \Delta f'={\frac {n}{2\cdot T}}}
der Fall. Die maximale Symbolrate ergibt sich bei n=1 mit zwei Symbolen pro Hz Bandbreite. Bei inkohärenten Demodulation ohne Trägerrekonstruktion im Empfänger stehen die FSK bei
{\displaystyle \eta =n,\qquad \Delta f'={\frac {n}{T}}}
zueinander orthogonal. Die maximale Symbolrate ergibt sich bei n=1 dann mit einem Symbol pro Hz Bandbreite.

## Modulator
Die Umschaltung zwischen den einzelnen Frequenzen kann auf verschiedenen Wegen erfolgen. Die einfachste Möglichkeit besteht darin, je nach gewünschtem Symbol, zwischen den verschiedenen Frequenzgeneratoren umzuschalten. Da die einzelnen Frequenzgeneratoren beliebige Phasenlagen zueinander aufweisen, erfolgt zu den einzelnen Umschaltzeitpunkten im Regelfall ein unstetiger Übergang im Signalverlauf. Dieser Übergang führt zu einem unerwünschten hohen Bandbreitenbedarf, weshalb diese Form auch als „harte FSK“ bezeichnet wird. Eine Verbesserung des Modulators besteht darin, dass das Umschalten mit einem kontinuierlichen Phasenverlauf erfolgt, wie es in der Eingangsabbildung dargestellt ist. Diese Form wird auch als CPFSK (engl. für Continuous Phase FSK) bezeichnet.
Da die Bandbreite für gewöhnlich begrenzt ist, wird die Umschaltung durch einen kontinuierlichen Verlauf ersetzt. Im Grenzfall wird die Einhüllende bis zu einer Gaußkurve verformt (GFSK). Damit ergibt sich der kleinste Zeit-Bandbreitenbedarf und man spricht von einer „weichen FSK“. Durch das nicht abrupte Umschalten der Sendefrequenzen kommt es allerdings auch zu Intersymbolinterferenzen.
Um die Störfestigkeit bei der Demodulation zu verbessern, können die einzelnen Symbolfrequenzen so gewählt werden, dass sie bei einer bestimmten Symbolrate orthogonal zueinander stehen. In diesem Fall wird die Intersymbolinterferenz zwischen einzelnen Symbolen minimal. Bei binärer FSK und einer Symboldauer von T sind die beiden Frequenzen dann orthogonal zueinander, wenn der Frequenzhub, mit n ganzzahlig und positiv, folgende Bedingung erfüllt:
{\displaystyle \Delta f'={\frac {1}{T}}\cdot {\frac {n}{2}},\qquad n\in \lbrace 1,2,3,\ldots \rbrace }

## Demodulator
Der Demodulator dient dazu, aus dem Signal des Modulators wieder die ursprüngliche, digitale Datenfolge zu gewinnen. Da die Information nur in der Frequenz untergebracht ist, wird meistens vor der Demodulation eine Signalaufbereitung durchgeführt, welche folgende Schritte umfasst:
- Entfernung des Gleichanteils im Empfangssignal inklusive einer laufenden Nachregelung des Nullpunktes.
- Eine Amplitudenbegrenzung, um am Demodulatoreingang immer ein in etwa gleich starkes Empfangssignal mit angenähert konstanter Amplitude zu haben. Dies beseitigt Störimpulse und kompensiert unterschiedlich starke Empfangssignale, welche auf einen Funkkanal beispielsweise durch Fading verursacht werden können.

Zur nachfolgenden Demodulation stehen mehrere Verfahren zur Verfügung, die sich in der spektralen Effizienz, dem schaltungstechnischen Aufwand und der Störfestigkeit unterscheiden. Grundsätzlich wird zwischen kohärenter und nicht kohärenter FSK-Demodulation unterschieden.

### Kohärenter FSK-Demodulator

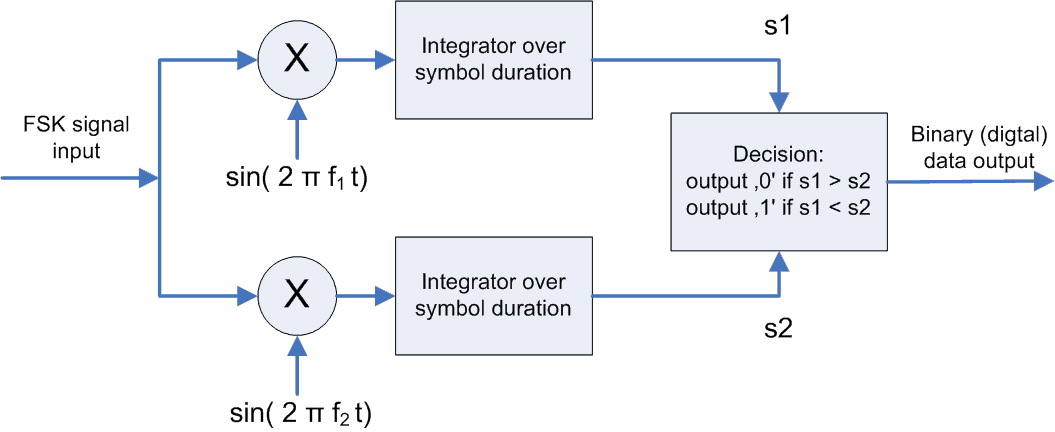
Kohärenter FSK-Demodulator (Phasenregelschleife nicht dargestellt)

Bei der kohärenten Demodulation, oder auch synchrone Demodulation, muss der Demodulator sowohl die Trägerfrequenz als auch die Phasenlage des Sendesignals rekonstruieren. Dies ist nur möglich, wenn auf Modulatorseite eine stetige Phasenänderung verwendet wird. Die kohärente Demodulation bedingt zwar einen höheren schaltungstechnischen Aufwand, hat aber den Vorteil, dass die potentiell mögliche Symbolrate, und damit direkt proportional die Bitrate, höher gewählt werden kann als bei der nicht kohärenten Demodulation. Es liegt somit eine höhere spektrale Effizienz, gemessen in Bit pro Hertz Bandbreite, vor. Außerdem ist die kohärente FSK-Demodulation weniger störempfindlich.
Schaltungstechnisch kann zur empfängerseitigen Rekonstruktion der Trägerfrequenz und deren Phasenlage ein spannungsgesteuerter Oszillator verwendet werden. In digital realisierten FSK-Demodulatoren kommen numerisch gesteuerte Oszillatoren zur Anwendung. Zur Steuerung der Oszillatoren in Abhängigkeit von den Empfangsfrequenzen ist eine Phasenregelschleife notwendig. Spezielle Adaptionen von Phasenregelschleifen für die digitale Demodulation sind in der meist englischsprachigen Fachliteratur unter Bezeichnungen wie Costas Loop bekannt.
Die aus dem lokalen Oszillator gewonnenen Frequenzen werden dann mit dem Empfangssignal multipliziert, wie in nebenstehender Abbildung für eine binäre FSK mit den beiden lokal Frequenzen f1 und f2 dargestellt. Danach folgt eine Integrationsstufe, welche sich über die Dauer eines Symbols erstreckt. Der Ausgang der einzelnen Integratoren wird dann durch eine Entscheiderstufe bewertet und der passende binäre Wert zur weiteren Datenverarbeitung ausgegeben.
Die maximal erzielbare Bitrate bps, welche bei binärer FSK gleich der Symbolrate ist, hängt nur von dem Frequenzhub ab und beträgt:
{\displaystyle bps=2\cdot \Delta f}
Der Sonderfall mit einem Modulationsindex gleich 0,5 wird auch als Minimum Shift Keying (MSK) oder seltener als Fast Frequency Shift Keying (FFSK) bezeichnet. Als besondere Eigenschaft zeigt sich, dass dieses Verfahren identisch mit dem digitalen Modulationsverfahren Quadrature Phase Shift Keying (QPSK) mit einem Phasenoffset von π/2 und einer Halbwellen-Pulsformung ist.
Alternativ, und zu obigen Verfahren gleichwertig, kann eine kohärente FSK-Demodulation auch mittels Matched Filter erfolgen. Dabei ist für jede Symbolfrequenz ein Matched Filter notwendig, welches als Übertragungsfunktion die jeweilige Sendefrequenz für die Dauer eines Symbols als Impulsantwort aufweist.

### Nicht kohärenter FSK-Demodulator

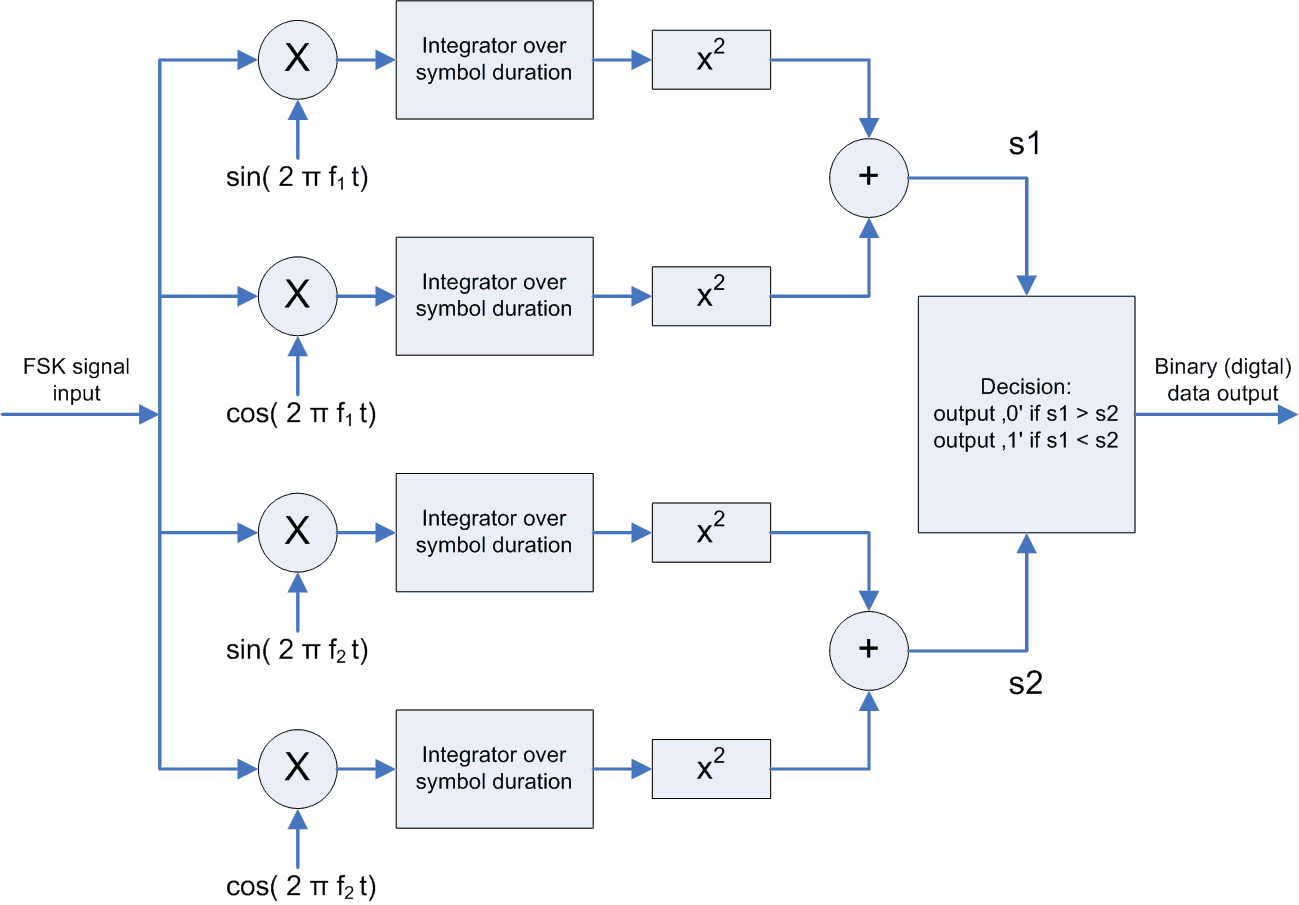
Nicht kohärenter FSK-Demodulator

Bei der nicht kohärenten Demodulation entfällt der Aufwand eines phasengeregelten Oszillators und der Schaltungsaufwand reduziert sich.
Zur Realisierung können unterschiedliche Verfahren eingesetzt werden. In nebenstehender Schaltung für einen binären Demodulator stammen die beiden Frequenzen f1 und f2 von einem freilaufenden Oszillator und es wird zunächst für jede Frequenz das komplexe Basisbandsignal bestehend aus Real- und imaginäranteil gebildet. Nach Integration und Betragsbildung wird über eine Entscheiderstufe der gesendete, binäre Wert ermittelt.
Die maximal erzielbare Bitrate bei binärer FSK beträgt bei nicht kohärenter Demodulation:
{\displaystyle bps=\Delta f}
und weist bei sonst gleichen Parametern eine um die Hälfte geringere Symbolrate als die kohärente Demodulation auf.
Darüber hinaus existieren noch weitere nicht kohärente FSK-Demodulationsverfahren wie beispielsweise:
- Verwendung von Bandpassfiltern mit jeweils anschließenden Hüllkurvendetektoren. Ein Komparator entscheidet, welches Filter den größten Betragswert liefert und gibt das dazugehörige digitale Signal aus.
- So können spektrale Verfahren wie die schnelle Fourier-Transformation eingesetzt werden. Bei nur wenigen Sendefrequenzen kann mit reduziertem Berechnungsaufwand auch der Goertzel-Algorithmus verwendet werden. Zu beachten ist dabei die blockorientierte Verarbeitung dieser Algorithmen, welche unter Umständen die maximale Symbolrate reduziert.
- In der Anfangszeit der digitalen Signalverarbeitung wurden auch Zählerstufen zum Ermitteln der Dauer zwischen zwei Nulldurchgängen des Empfangssignals eingesetzt. Diese Methode ist mit vermehrten Entscheidungsfehlern gegenüber den anderen Verfahren behaftet.

## Anwendungen

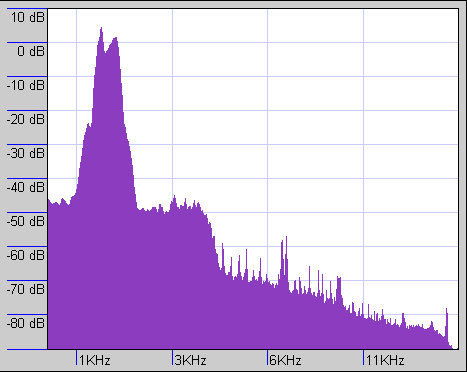
Fourier-Darstellung des DIS-Signals eines Faxes

Begrüßungsantwort eines angerufenen Faxesⓘ
Das FSK-Modulationsverfahren wird in der Telekommunikation vielfältig eingesetzt, sowohl bei der Datenübertragung über Leitungen als auch im Funk. In der Mess- und Regeltechnik wird es zur Datenübertragung nach dem HART-Protokoll eingesetzt. Bei manchen Fabrikaten von Datasetten wurde es zur einfachen Datenaufzeichnung verwendet.
Die älteste Anwendung ist die drahtlose Telegraphie.
Das Tonbeispiel gibt die akustische Antwort wieder, die ein Fax bei Anruf ausgibt. Das zweite und dritte Signal enthält Daten, die nach dem Standard V.21 mit 300 Bit/s in FSK auf einen 1750-Hz-Träger aufmoduliert wurden. Low entspricht der Frequenz 1650 Hz, High 1850 Hz. In der logarithmischen Fourier-Darstellung in nebenstehender Abbildung entsprechen diesen Frequenzen die beiden benachbarten Spitzen links im Spektrum.
Das englische Piccolo-System verwendete 32 Töne (Mark D piccolo) und später 6 Töne (Mark F piccolo).

## Erweiterungen der Frequenzumtastung

### GMSK und GFSK
Gaussian Minimum Shift Keying und Gaussian Frequency Shift Keying sind FSK-Verfahren mit vorgeschaltetem Gauß-Filter. Dadurch werden die steilen Flanken von digitalen Signalen abgeflacht, was dazu führt, dass die hochfrequenten Anteile des Signales wegfallen. Dadurch wird für die Übertragung des Signals weniger Bandbreite benötigt.
GMSK wird beispielsweise beim Mobilfunkstandard Global System for Mobile Communications (GSM) eingesetzt. Bei GSM werden die Bits des Signals so von 3,7 µs breiten Rechtecken zu 18,5 µs langen Gauß-Impulsen. Die dadurch teilweise entstehenden Überlagerungen (Intersymbolinterferenz) und daraus resultierenden Fehlinterpretationen benachbarter Bits wird nach der Demodulierung durch die Fehlerkorrektur des Viterbi-Algorithmus ausgeglichen.

### AFSK
Eine besondere Form der Frequenzumtastung ist das Audio Frequency Shift Keying (=Niederfrequenz-Frequenzumtastung). Hierbei wird ein Niederfrequenz-Signal in der Frequenz umgetastet und dann anschließend auf einen Hochfrequenz-Träger aufmoduliert. Somit wird bei AFSK doppelt moduliert.